# Wilhelm Fogelmarck
Johan Axel Wilhelm Fogelmarck i riksdagen kallad Fogelmarck i Vall, född 10 maj 1835 i Västerviks församling, Kalmar län, död 13 maj 1893 i Valbo församling, Gävleborgs län, var en svensk bruksägare och riksdagsman.
Fogelmarck var elev vid Ultuna lantbruksinstitut och var föreståndare vid Gävleborgs läns lantbruksskola 1860–1889. Han var ledamot av första kammaren 1877–1879, invald i Gävleborgs läns valkrets. Han blev ledamot av lantbruksakademien 1889.